# الکساندر روزنبرگ
الکساندر روزنبرگ فیلسوف آمریکایی و استاد دانشگاه دوک است. پژوهش‌های او عمدتاً در حوزه فلسفه علم، فلسفه اقتصاد، فلسفه علوم اجتماعی و فلسفه زیست‌شناسی است. روزنبرگ خود را یک «طبیعت‌گرا» (naturalist) توصیف می‌کند. در واقع او یک آتئیست و یک طبیعت گرای متافیزیکی (metaphysical naturalist) است.

## زندگی
الکساندر روزنبرگ در سال ۱۹۴۶ در سالزبورگ اتریش به دنیا آمد و درجه دکتری اقتصاد خود را از دانشگاه جان هاپکینز اخذ کرد. او در دانشگاه دالهوسی، دانشگاه سیراکیوز، دانشگاه کالیفرنیا، ریورساید، دانشگاه جورجیا و از سال 2000 در دانشگاه دوک، فلسفه تدریس کرده است. او استاد مدعو در دانشگاه مینه سوتا، دانشگاه کالیفرنیا، سانتا کروز، دانشگاه آکسفورد، دانشگاه ملی استرالیا و دانشگاه بریستول بوده است.

## آثار به فارسی
- ف‍ل‍س‍ف‍ه ع‍ل‍م، الکساندر روزنبرگ، ترجمه فاضل اسدی امجد و مهدی دشت بزرگی، مؤسسه فرهنگی طه (که البته این ترجمه اشتباهات فنی زیادی دارد) * ترجمۀ دیگری از همین کتاب: درآمدی جدید به فلسفه علم، مترجم علی حقی، ویراستار مصطفی ملکیان، نشر آسمان خیال.
- درآمدی معاصر بر فلسفه زیست شناسی، الکزاندر روزنبرگ، پریسا صادقیه (مترجم)، ناشر: پیام امروز